# Zoltán Szécsi
Zoltán Szécsi (Budimpešta, 22. prosinca 1977.), mađarski vaterpolski vratar, igrač Egera. Visok je 198 cm i mase je 99 kg.